# Schots voetbalkampioenschap 1950/51
1950-51 was het 54ste seizoen in de Schotse voetbalcompetitie. Hibernian uit Edinburgh werd kampioen.

## Scottish League Division A
| Plaats | Team            | Wed | W  | G | V  | DV | DT | DS  | Pts |
| ------ | --------------- | --- | -- | - | -- | -- | -- | --- | --- |
| 1      | Hibernian       | 30  | 22 | 4 | 4  | 78 | 26 | 52  | 48  |
| 2      | Rangers         | 30  | 17 | 4 | 9  | 64 | 37 | 27  | 38  |
| 3      | Dundee FC       | 30  | 15 | 8 | 7  | 47 | 30 | 17  | 38  |
| 4      | Hearts          | 30  | 16 | 5 | 9  | 72 | 45 | 27  | 37  |
| 5      | Aberdeen FC     | 30  | 15 | 5 | 10 | 61 | 50 | 11  | 35  |
| 6      | Partick Thistle | 30  | 13 | 7 | 10 | 57 | 48 | 9   | 33  |
| 7      | Celtic          | 30  | 12 | 5 | 13 | 48 | 46 | 2   | 29  |
| 8      | Raith Rovers    | 30  | 13 | 2 | 15 | 52 | 52 | 0   | 28  |
| 9      | Motherwell      | 30  | 11 | 6 | 13 | 58 | 65 | -7  | 28  |
| 10     | East Fife       | 30  | 10 | 8 | 12 | 48 | 66 | -18 | 28  |
| 11     | St. Mirren      | 30  | 9  | 7 | 14 | 35 | 51 | -16 | 25  |
| 12     | Morton FC       | 30  | 10 | 4 | 16 | 47 | 59 | -12 | 24  |
| 13     | Third Lanark    | 30  | 11 | 2 | 17 | 40 | 51 | -11 | 24  |
| 14     | Airdrieonians   | 30  | 10 | 4 | 16 | 52 | 67 | -15 | 24  |
| 15     | Clyde FC        | 30  | 8  | 7 | 15 | 37 | 57 | -20 | 23  |
| 16     | Falkirk FC      | 30  | 7  | 4 | 19 | 35 | 81 | -46 | 18  |

## Scottish League Division B
| Plaats | Team                 | Wed | W  | G | V  | DV | DT | DS  | Pts |
| ------ | -------------------- | --- | -- | - | -- | -- | -- | --- | --- |
| 1      | Queen of the South   | 30  | 21 | 3 | 6  | 69 | 35 | 34  | 45  |
| 2      | Stirling Albion      | 30  | 21 | 3 | 6  | 78 | 44 | 34  | 45  |
| 3      | Ayr United           | 30  | 15 | 6 | 9  | 64 | 40 | 24  | 36  |
| 4      | Dundee United        | 30  | 16 | 4 | 10 | 78 | 58 | 20  | 36  |
| 5      | St. Johnstone        | 30  | 14 | 5 | 11 | 68 | 53 | 15  | 33  |
| 6      | Queen's Park         | 30  | 13 | 7 | 10 | 56 | 53 | 3   | 33  |
| 7      | Hamilton Academical  | 30  | 12 | 8 | 10 | 65 | 49 | 16  | 32  |
| 8      | Albion Rovers        | 30  | 14 | 4 | 12 | 56 | 51 | 5   | 32  |
| 9      | Dumbarton FC         | 30  | 12 | 5 | 13 | 52 | 53 | -1  | 29  |
| 10     | Dunfermline Athletic | 30  | 12 | 4 | 14 | 58 | 73 | -15 | 28  |
| 11     | Cowdenbeath FC       | 30  | 12 | 3 | 15 | 61 | 57 | 4   | 27  |
| 12     | Kilmarnock FC        | 30  | 8  | 8 | 14 | 44 | 49 | -5  | 24  |
| 13     | Arbroath FC          | 30  | 8  | 5 | 17 | 46 | 78 | -32 | 21  |
| 14     | Forfar Athletic      | 30  | 9  | 3 | 18 | 43 | 76 | -33 | 21  |
| 15     | Stenhousemuir FC     | 30  | 9  | 2 | 19 | 51 | 80 | -29 | 20  |
| 16     | Alloa Athletic       | 30  | 7  | 4 | 19 | 58 | 98 | -40 | 18  |

## Bekers

### Scottish Cup
Celtic FC 1-0 Motherwell FC

### Scottish League Cup
Motherwell FC 3-0 Hibernian FC

## Nationaal elftal
| Datum             | Plaats                  | Tegenstander  | Score | Competitie                | Schotland scorers                               |
| ----------------- | ----------------------- | ------------- | ----- | ------------------------- | ----------------------------------------------- |
| 21 oktober, 1950  | Ninian Park, Cardiff    | Wales         | 3-1   | British Home Championship | Lawrie Reilly (2), Billy Liddell                |
| 1 november 1950   | Hampden Park, Glasgow   | Noord-Ierland | 6-1   | British Home Championship | Billy Steel (4), John McPhail (2)               |
| 13 december, 1950 | Hampden Park, Glasgow   | Oostenrijk    | 0-1   | Vriendschappelijk         | -                                               |
| 14 april, 1951    | Wembley Stadium, Londen | Engeland      | 3-2   | British Home Championship | Bobby Johnstone, Lawrie Reilly, Billy Liddell   |
| 12 mei, 1951      | Hampden Park, Glasgow   | Denemarken    | 3-1   | Vriendschpappelijk        | Billy Steel, Lawrie Reilly, Robert Mitchell     |
| 16 mei 1951       | Hampden Park, Glasgow   | Frankrijk     | 1-0   | Vriendschappelijk         | Lawrie Reilly                                   |
| 20 mei 1951       | Heizelstadion, Brussel  | België        | 5-0   | Vriendschappelijk         | George Hamilton(3), Jimmy Mason, Willie Waddell |
| 27 mei 1951       | Prater Stadion, Wenen   | Oostenrijk    | 0-4   | Vriendschappelijk         | -                                               |

- Scores worden eerst voor Schotland weergegeven ongeacht thuis of uit-wedstrijd

Football League: 1890/91 · 1891/92 · 1892/93

First Division: 1893/94 · 1894/95 · 1895/96 · 1896/97 · 1897/98 · 1898/99 · 1899/00 · 1900/01 · 1901/02 · 1902/03 · 1903/04 · 1904/05 · 1905/06 · 1906/07 · 1907/08 · 1908/09 · 1909/10 · 1910/11 · 1911/12 · 1912/13 · 1913/14 · 1914/15 · 1915/16 · 1916/17 · 1917/18 · 1918/19 · 1919/20 · 1920/21 · 1921/22 · 1922/23 · 1923/24 · 1924/25 · 1925/26 · 1926/27 · 1927/28 · 1928/29 · 1929/30 · 1930/31 · 1931/32 · 1932/33 · 1933/34 · 1934/35 · 1935/36 · 1936/37 · 1937/38 · 1938/39 · 1939/40 · 1940/41 · 1941/42 · 1942/43 · 1943/44 · 1944/45 · 1945/46 · 1946/47 · 1947/48 · 1948/49 · 1949/50 · 1950/51 · 1951/52 · 1952/53 · 1953/54 · 1954/55 · 1955/56 · 1956/57 · 1957/58 · 1958/59 · 1959/60 · 1960/61 · 1961/62 · 1962/63 · 1963/64 · 1964/65 · 1965/66 · 1966/67 · 1967/68 · 1968/69 · 1969/70 · 1970/71 · 1971/72 · 1972/731973/74 · 1974/75

Premier Division: 1975/76 · 1976/77 · 1977/78 · 1978/79 · 1979/80 · 1980/81 · 1981/82 · 1982/83 · 1983/84 · 1984/85 · 1985/86 · 1986/87 · 1987/88 · 1988/89 · 1989/90 · 1990/91 · 1991/92 · 1992/93 · 1993/94 · 1994/95 · 1995/96 · 1996/97 · 1997/98

Premier League: 1998/99 · 1999/00 · 2000/01 · 2001/02 · 2002/03 · 2003/04 · 2004/05 · 2005/06 · 2006/07 · 2007/08 · 2008/09 · 2009/10 · 2010/11 · 2011/12 · 2012/13

Premiership: 2013/14 · 2014/15 · 2015/16 · 2016/17 · 2017/18 · 2018/19 · 2019/20 · 2020/21